# Ugia decisa
Ugia decisa är en fjärilsart som beskrevs av Walker 1865. Ugia decisa ingår i släktet Ugia och familjen nattflyn. Inga underarter finns listade i Catalogue of Life.